# Joe Hudepohl
Joseph Bernard ("Joe") Hudepohl (Cincinnati, 16 november 1973) is een voormalig internationaal topzwemmer uit de Verenigde Staten, die gedurende zijn carrière twee gouden medailles won bij de Olympische Spelen. De student van de Stanford University maakte in 1992 deel uit van de winnende estafetteploeg op de 4x100 meter vrije slag bij de Spelen van Barcelona. Vier jaar later, toen Atlanta het toneel was van de Spelen, zegevierde Hudepohl met de aflossingsploeg van Team USA op de 4x200 meter vrije slag.